# Distretto di Hongshan
Il distretto di Hongshan (洪山区S, Hóngshān QūP) è un distretto della Cina, situato nella provincia di Hubei e amministrato dalla città sub-provinciale di Wuhan.